# Elias Radok
Elias Radok (* 16. November 1840 in Kaladey, Südböhmen; † 30. März 1910 in Berlin) war ein deutsch-jüdischer Maschinenbau-Ingenieur in Königsberg.

## Leben
Radok studierte an der Deutschen Technischen Hochschule Prag Maschinenbau. Später arbeitete er bei August Borsig, der ihn mit dem Bau des ersten deutschen Schwimmdocks in Swinemünde beauftragte. 1869 kam er als Oberingenieur zur Union Gießerei Königsberg. „Allgemein begabt“, stieg er schnell auf. Er übernahm 1876 die technische und 1891 die alleinige Leitung des Werks, das sich zur größten Maschinenfabrik Ostpreußens entwickelte. Radok leitete die Union bis zu seinem Tod. 1923 folgte ihm sein Schwiegersohn, der Regierungsbaumeister Max Hartung.